# Правило Вебстера
Правило Вебстера (в офіційній документації Стаття 17 регламенту ФІФА зі статусу і переходам футболістів) — згідно з яким гравець може в односторонньому порядку розірвати контракт з футбольним клубом після того, як закінчиться термін «запобіжного періоду», якщо він виплатить своєму клубу компенсацію, розмір якої залежить від розміру заробітної плати гравця. 
Запобіжний (захисний) період становить:
- Три роки з дати укладення контракту (у разі укладення контракту на строк більше 3 і не більше 5 років, для гравців, що не досягли 28-річного віку на момент укладення контракту),
- Два роки з дати укладення контракту (у разі укладення контракту на строк більше 3 і не більше 5 років, для гравців, які вже досягли 28-річного віку на момент укладення контракту).

Названо ім'ям шотландського футболіста Енді Вебстера, який у 2007 році вперше, розірвав контракт з клубом «Хартс», пославшись на статтю 17 регламенту ФІФА про переходи футболістів. По своєму впливу на трансферний футбольний ринок схоже з прийнятим у 1995 році правилом Босмана.

## Історія

### Передумови
У 1998 році Єврокомісія ініціювала перевірку з питання невідповідності діючих в Європі правил футбольного трансферного ринку загальним принципам трудового законодавства, наполягаючи на тому, що діючі правила обмежують свободу футболістів, як найманих працівників, в порівнянні з працівниками інших галузей. У відповідь на претензії, УЄФА, як регіональний підрозділ ФІФА, протягом 3-х років розробляв систему поправок до чинного внутрішнього законодавства, і з 2001 року поступово почав їх приймати, проте через складність та відсутністьправової практики знадобилося 5 років для першого їх юридичної застосування.

### Стаття 17 регламенту ФІФА
Стаття 17 — «Наслідки припинення дії контракту без обґрунтованої причини», була введена в грудні 2004 року, з набуттям чинності з 1 липня 2005 року. Згідно з нею для розірвання гравцем чинного довгострокового контратака повинні бути виконані три базові умови:
- протягом 15 днів після закінчення сезону (під закінченням сезону мається на увазі останній офіційний матч клубу в регіональному чемпіонаті) гравець повинен інформувати роботодавця про своє рішення,
- новий клуб гравця повинен бути представлений іншою футбольною федерацією, ніж тою, з якою гравець розриває контракт, як правило це передбачає перехід гравця з однієї країни в іншу, за винятком Великої Британії, де чемпіонати Шотландії, Уельсу і Англії регулюються різними федераціями.
- новий клуб (або сам гравець з власних коштів), повинен відшкодувати шкоду клубу, з яким розривається контракт, у розмірі суми заробітної плати, прописаної в разірваному контракті самого гравця, за невідпрацьований за контрактом період[8].

### Перше застосування на практиці
У січні 2005 року литовський бізнесмен Володимир Романов придбав контрольний пакет акцій шотландського футбольного клубу «Хартс» з Единбурга, тим самим ставши його основним акціонером. З лютого 2005 року він почав проводити нову трансферну політику на залучення в клуб гравців з Литви. Склалася ситуація позбавляла місця в основному складі команди ряду гравців з діючими контрактами. На певному етапі у президента клубу Романа Романова (сина власника клубу) виник конфлікт з гравцем Енді Вебстером, який втратив місце в основі. На прохання гравця про його продаж в клуб «Уїган Атлетик», з яким у нього вже було попередню угоду, Романови відповіли відмовою, наполягаючи на необхідності перебування гравця в клубі ще на один рік, згідно з чинним контрактом. Футболіст звернувся в Шотландську футбольну асоціацію, яка після низки консультацій ФІФА ухвалила рішення про схвалення переходу гравця в англійський клуб,. У відповідь на це власники «Хартс» подали позов в Міжнародний арбітражний суд з спорту (CAS) в Лозанні, наполягаючи на компенсації в £ 625,000, яка, на їх думку, складалася з потенційної майбутньої зарплати гравця за 1 рік і судових витрат. Гравець заявив про завищеність цієї суми, при цьому не відмовляючись від виплати компенсації. 1 лютого 2008 року суд виніс рішення на користь гравця з покладенням на нього обов'язків по виплаті клубу «Хартс» компенсації в розмірі обсягу заробітної плати гравця за контрактом за невідпрацьований рік у «Хартс» — £ 150,000.

### Подальша практика і реакція
У різний час з відомих футболістів, відштовхуючись від цього правила, розривали свої контракти наступні гравці: бразильці Матузалем і Паулу Асунсан, сенегалець Тоні Сільва, аргентинець Хонас Гутьєррес і ряд інших. Міжнародні футбольні організації по різному ставляться до цього правилу; так Асоціація європейських клубів відноситься до нього критично, публічно критикуючи ряд прецедентів використання правила на практиці, зокрема перехід Матузалема з українського «Шахтаря» в іспанську «Сарагосу» у 2009 році. З іншого боку представники Міжнародної федерації асоціацій професійних футболістів відносяться до правилом позитивно, вважаючи його новаторським рішенням, яке дає гравцям більшу свободу.

## См. також
- Правило Босмана